# Psychotria apiculata
Psychotria apiculata är en måreväxtart som beskrevs av Johannes Müller Argoviensis. Psychotria apiculata ingår i släktet Psychotria och familjen måreväxter. Inga underarter finns listade i Catalogue of Life.